# Papa Inocêncio V
Inocêncio V, nascido Pierre de Tarentaise; (Saboia, 1225 - Roma, 22 de junho de 1276) foi o 185.º Papa da Igreja Católica de 21 de janeiro de 1276 até a data de sua morte, cinco meses depois. Membro da Ordem dos Pregadores, ele adquiriu uma reputação de pregador eficaz. Ele ocupou uma das duas "cadeiras dominicanas" da Universidade de Paris e foi fundamental para ajudar a elaborar o "programa de estudos" da Ordem. Em 1269, Pedro de Tarentaise foi provincial da província francesa de dominicanos. Ele foi um colaborador próximo do Papa Gregório X, que o nomeou Bispo de Ostia e o elevou ao cardeal em 1273.
Com a morte de Gregório, em 1276, Pedro foi eleito Papa, tomando o nome de Inocêncio V. Ele morreu cerca de cinco meses depois, mas durante seu breve mandato facilitou a paz entre Gênova e o rei Carlos I da Sicília. Pedro de Tarentaise foi beatificado em 1898 pelo Papa Leão XIII.

## Biografia

### Início da vida
Ele nasceu por volta de 1225, perto de Moûtiers, na região de Tarentaise do Condado de Saboia. Uma hipótese popular alternativa, no entanto, sugere que ele nasceu em La Salle, no vale de Aosta, na Itália. Ambos os lugares faziam parte do Reino de Arles no Sacro Império Romano-Germânico, mas agora o primeiro é no sudeste da França e o segundo no noroeste da Itália. Outra hipótese, preferida por alguns estudiosos franceses, é que Pedro se originou em um Tarantaise, na Borgonha, ou Tarantaise, no Departamento do Loire, no Distrito de S. Etienne. No início da vida, por volta de 1240, ele ingressou na Ordem Dominicana em seu convento em Lyon. No verão de 1255, ele foi transferido para o studium generale do convento de S. Jacques em Paris. Essa mudança foi essencial para alguém que provavelmente estudaria na Universidade de Paris. Ele obteve o grau de Mestre em Teologia, e rapidamente adquiriu grande fama como pregador.

### Professor e Provincial
Entre 1259 e 1264, ele ocupou a "Cadeira dos franceses", uma das duas cadeiras (cátedras) atribuídas aos dominicanos.
Em 1259, Peter participou, talvez por causa de seu status como um mestre em Paris, talvez como uma eleito Definidor (delegado) para a Província da França, no Capítulo Geral da Ordem Dominicana em Valenciennes, sob a liderança de o Mestre Geral, Humberto de Romans. Pedro participou junto com Alberto Magno, Tomás de Aquino, Bonushomo Britto, e Florentius. Este Capítulo Geral estabeleceu um ratio studiorum, ou programa de estudos, o que era para ser implementada para toda a Ordem Dominicana, que apresentava o estudo da filosofia como um preparativo para aqueles que não eram suficientemente treinados para estudar teologia. Essa inovação iniciou a tradição da filosofia escolástica dominicana, que deveria ser posta em prática em todos os conventos dominicanos, se possível, por exemplo, em 1265, no studium provinciale da Ordem, no convento de Santa Sabina, em Roma. Esperava-se que cada convento tivesse um eleitor eleito para supervisionar os estudos preparatórios e um mestre eleito para estudos teológicos. No ano seguinte, ele recebeu o título de pregador geral.
Em 1264, um novo Mestre-geral da Ordem dos Pregadores foi eleito, João de Vercelli. Foi uma oportunidade para se envolver em algumas políticas acadêmicas, já que Humberto de Romans, o patrono de Pedro, estava morto. Cento e oito das declarações de Pedro em seu Comentário sobre as frases de Peter Lombard foram denunciadas como heréticas. Mas, embora Pedro tenha se retirado de seu cargo de professor, João de Vercelli nomeou Tomás de Aquino para escrever uma defesa das 108 proposições. A reputação de Pedro era tal que ele foi imediatamente eleito provincial da província francesa por um período de três anos (1264-1267). Ele foi libertado do cargo no Capítulo Geral, realizado em Bolonha em maio de 1267. No final de seu mandato, e após a divulgação da réplica de Tomás de Aquino aos seus críticos, Peter retornou à sua cátedra na Universidade de Paris (1267). Em 1269, ele foi reeleito para o cargo de provincial da província francesa e ocupou o cargo até ser nomeado arcebispo de Lyon.
Em 6 de junho de 1272, o próprio Papa Gregório X nomeou Pedro de Tarantaise como arcebispo de Lyon, cargo que ocupou até ser nomeado bispo de Óstia. Dizem, no entanto, que Pedro nunca foi consagrado. No entanto, prestou juramento de lealdade no início de dezembro de 1272 ao rei Filipe III de França. O próprio Papa Gregório chegou a Lyon em meados de novembro de 1273, com a intenção de levar o máximo de prelados possível ao seu planejado concílio ecumênico. Ele se encontrou imediatamente com o rei Filipe III de França. Suas conversas eram obviamente harmoniosas, já que Filipe cedeu à Igreja o Condado Venaissino, que ele herdou de seu tio Alphonse, conde de Toulouse. O Segundo Concílio de Lyon foi aberto em 1 de maio de 1274. A primeira sessão foi realizada na segunda-feira, 7 de maio. Os principais itens da agenda foram a Cruzada e a reunião das Igrejas Orientais e Ocidentais.

### Cardeal Bispo de Ostia
Pedro de Tarantaise foi elevado ao cardeal em 3 de junho de 1273, em um Consistório realizado em Orvieto pelo Papa Gregório X, e nomeado bispo do subúrbio Sé de Óstia. Ele participou do Segundo Concílio de Lyon. Durante o Concílio, ele cantou a Missa Funeral e proferiu o sermão no funeral do Cardeal Boaventura, Bispo de Albano, morto em 15 de julho de 1274, e foi enterrado no mesmo dia na Igreja dos Franciscanos de Lyon. O Papa Gregório, os Padres do Concílio e a Cúria Romana participaram. Após a conclusão do Concílio, o Papa Gregório passou o outono e o inverno em Lyon. Ele e sua suíte partiram de Lyon em maio de 1275; ele deixou Vienne pouco depois de 30 de setembro de 1275 e chegou a Lausana em 6 de outubro. Lá ele se encontrou com o imperador eleito Rudolph, rei dos romanos, e em 20 de outubro recebeu seu juramento de lealdade. Havia sete cardeais com o papa na época, e seus nomes são mencionados no registro do juramento: Petrus Ostiensis, Ancherus Pantaleone de S. Prassede, Guglelmus de Bray de S. Marco, Ottobono Fieschi de S. Adriano, Giacomo Savelli de S. Maria em Cosmedin, Gottifridus de Alatri de S. Giorgio em Velabro e Mattheus Rosso Orsini de S. Maria em Porticu. A festa chegou a Milão na terça-feira, 12 de novembro de 1275, e Florença, no dia 18 de dezembro. O partido papal chegou a Arezzo a tempo do Natal, mas o papa estava fraco e doente. A estadia em Arezzo foi prolongada até a morte de Gregório X, em 10 de janeiro de 1276. Apenas três cardeais estavam em seu leito de morte: Pedro de Tarantaise, Pedro Juliani de Tusculum e Bertrand de Saint-Martin de Sabina, todos os cardeais-bispos. Segundo a Constituição Ubi periculum, aprovada pelo Concílio de Lyon, o Conclave para eleger seu sucessor deve começar dez dias após a morte do papa.

## Papado: janeiro a junho de 1276

### Conclave papal
Após os dez dias exigidos, os Cardeais se reuniram na Vigília de Santa Inês (20 de janeiro) para ouvir a habitual Missa do Espírito Santo. Havia doze cardeais presentes. Dois cardeais, Simon de Brion, que era legado papal na França, e Giovanni Gaetano Orsini, não compareceram. Na manhã seguinte, 21 de janeiro, o cardeal Petrus foi a escolha unânime dos eleitores, na primeira votação (escrutínio). Pedro de Tarantaise foi o primeiro dominicano a se tornar papa. Ele escolheu o nome pontifício de "Inocêncio". Sua decisão seria coroada em Roma, que não via papa desde a partida de Gregório X na terceira semana de junho de 1272. Em 7 de fevereiro, a Cúria Papal havia chegado a Viterbo. O rei Carlos de Nápoles foi até Viterbo para encontrar o novo papa e acompanhá-lo até Roma. Em 22 de fevereiro de 1276, festa da cadeira de São Pedro, ele foi coroado na Basílica do Vaticano pelo cardeal Giovanni Gaetano Orsini.

### Ações e políticas
Em 2 de março de 1276, o papa Inocêncio concedeu ao rei Carlos I da Sicília o privilégio de manter a Senatoria de Roma, o governo da cidade e a Reitoria de Tuscia. Em uma carta de 4 de março, o papa testemunha que o rei Carlos havia jurado lealdade pelo Reino de Nápoles e da Sicília. Em 9 de março, ele escreveu a Rudolf, rei dos romanos, implorando que ele não viesse à Itália e, se ele já havia começado sua jornada, interrompê-la, até que um acordo entre ele e o papado pudesse ser finalizado. Isso significava que a coroação de Rudolf, que fora aprovada por Gregório X, não ocorreria imediatamente. No dia 17, ele escreveu novamente ao rei dos romanos, aconselhando-o a encontrar-se com os núncios papais, e que, em suas negociações, ele não deveria, de maneira alguma, introduzir o tópico do Exarcado de Ravena, Pentápolis e Romandiola. Parecia extorsão. O favoritismo dos inocentes franceses em relação ao rei Carlos, irmão de Luís IX e tio de Filipe III, e sua dureza em relação a Rudolf começaram a mudar novamente o equilíbrio de poder na Itália e apontaram na direção da guerra. Papa Gregório.
No dia 26, ordenou aos Bispos de Parma e Comacchio que providenciassem a instalação de Boniface de Lavania (Lavagna) como arcebispo de Ravena, como o Papa Gregório X havia decidido. Inocêncio foi capaz de organizar um tratado de paz entre Gênova e o rei Carlos I, assinado em 18 de junho de 1276.
Em 18 de maio de 1276, o papa Inocêncio V notificou o rei Filipe III de França que havia indicado seu amigo pe. Guy de Sully, OP, provincial dominicano de Paris (cargo que o próprio Inocêncio ocupou até 1272, quando foi nomeado arcebispo de Lyon), junto à Sé de Bourges.
Uma característica notável de seu breve pontificado foi a forma prática assumida por seu desejo de se reunir com a Igreja Oriental. Ele escreveu a Miguel VIII Paleólogo, informando-o da morte de Gregório X e desculpando-se pelo fato de que os representantes do imperador, George, o arquidiácono de Constantinopla, e Theodore, o dispensador da Cúria Imperial, ainda não haviam sido libertados. para retornar a Constantinopla. Ele estava enviando legados a Miguel VIII Paleólogo, o imperador bizantino, em conexão com as recentes decisões do Segundo Concílio de Lyon, na esperança de intermediar uma paz entre Constantinopla e o rei Carlos I da Sicília. O rei Carlos, no entanto, estava interessado na conquista, não na concordância. Inocente estava interessado em enviar pessoas para negociar a reunião. Ele nomeou pe. Bartolommeo, O. Min., De Bolonha, um médico das Sagradas Escrituras, para viajar para o Oriente, mas ele ordenou que ele viesse primeiro a Roma, para que um conjunto adequado pudesse ser escolhido para ele.
A morte interveio. O papa Inocêncio V morreu em Roma em 22 de junho de 1276, após um reinado de cinco meses e um (ou dois) dias. Ele foi enterrado na Arquibasílica de São João de Latrão, em uma magnífica tumba construída pelo rei Carlos. Infelizmente, a tumba foi destruída pelos dois incêndios do século XIV na Basílica, em 1307 e 1361.
Inocêncio V não havia criado novos cardeais e, portanto, o elenco de personagens no Conclave de julho de 1276 era o mesmo de janeiro. O rei Carlos, no entanto, esteve em Roma o tempo todo e ocupou o cargo de senador de Roma, como governador do Conclave. Seus desejos não podiam ser ignorados.

### Escritos
Papa Inocêncio V foi o autor de várias obras de filosofia, teologia e direito canônico, incluindo comentários sobre as epístolas paulinas, e nas Sentenças de Peter Lombard. Ele às vezes é chamado de médico famoso.

## Beatificação
O Papa Leão XIII beatificou Pedro de Tarantaise (Inocêncio V) em 9 de março de 1898, devido à sua reputação de santidade e santidade.